# Dax Gamarde Basket 40
Maillots
Le Dax Gamarde Basket 40 est un club français de basket-ball. Il représente historiquement la ville de Gamarde-les-Bains, puis est associé à celles de Goos et de Dax.

## Histoire
Le basket-ball se développe à Gamarde-les-Bains dans les années 1980.
Le club représentant la ville, officiellement déclaré en tant qu'Élan gamardais basket, gravit les échelons départementaux à la fin des années 1990, avec trois montées en quatre années. En 2001, il accède au niveau régional ; il finit par décrocher le titre de champion au terme de la saison.
Fin 2005, alors que l'équipe évolue en division pré-nationale, plus haut échelon régional, elle dispute un match de barrage contre l'US Orthez. Les Gamardais s'inclinent mais seront finalement promus en division nationale, l'équipe orthezienne étant disqualifiée pour avoir fait jouer deux joueurs non déclarés.
Afin de se constituer des équipes de jeunes, l'Élan gamardais s'associe un an plus tard à l'Éspérance goossoise ; le club se prénomme alors l'Entente Gamarde Goos basket, avant de devenir en 2007 le Basket Club Gamarde Goos.
Pour répondre aux contraintes sportives économiques, le BCGG se rapproche de la section basket de l'Union sportive dacquoise, club voisin de la sous-préfecture du département. Le club associe finalement la ville dacquoise à son identité, se prénommant l'Union Dax Gamarde Goos à partir de 2010,.
Après avoir accédé à la Nationale 2, l'UDGG dispute les phases finales du championnat dès sa première saison ; elle s'incline sur le parcours pour la promotion en division supérieure contre l'Union Rennes basket 35.
Cette performance ne se réitère pas lors de la saison 2012-2013, échappant de peu à la relégation grâce à un repêchage. Les deux saisons suivantes se finissent dans le ventre mou du championnat.

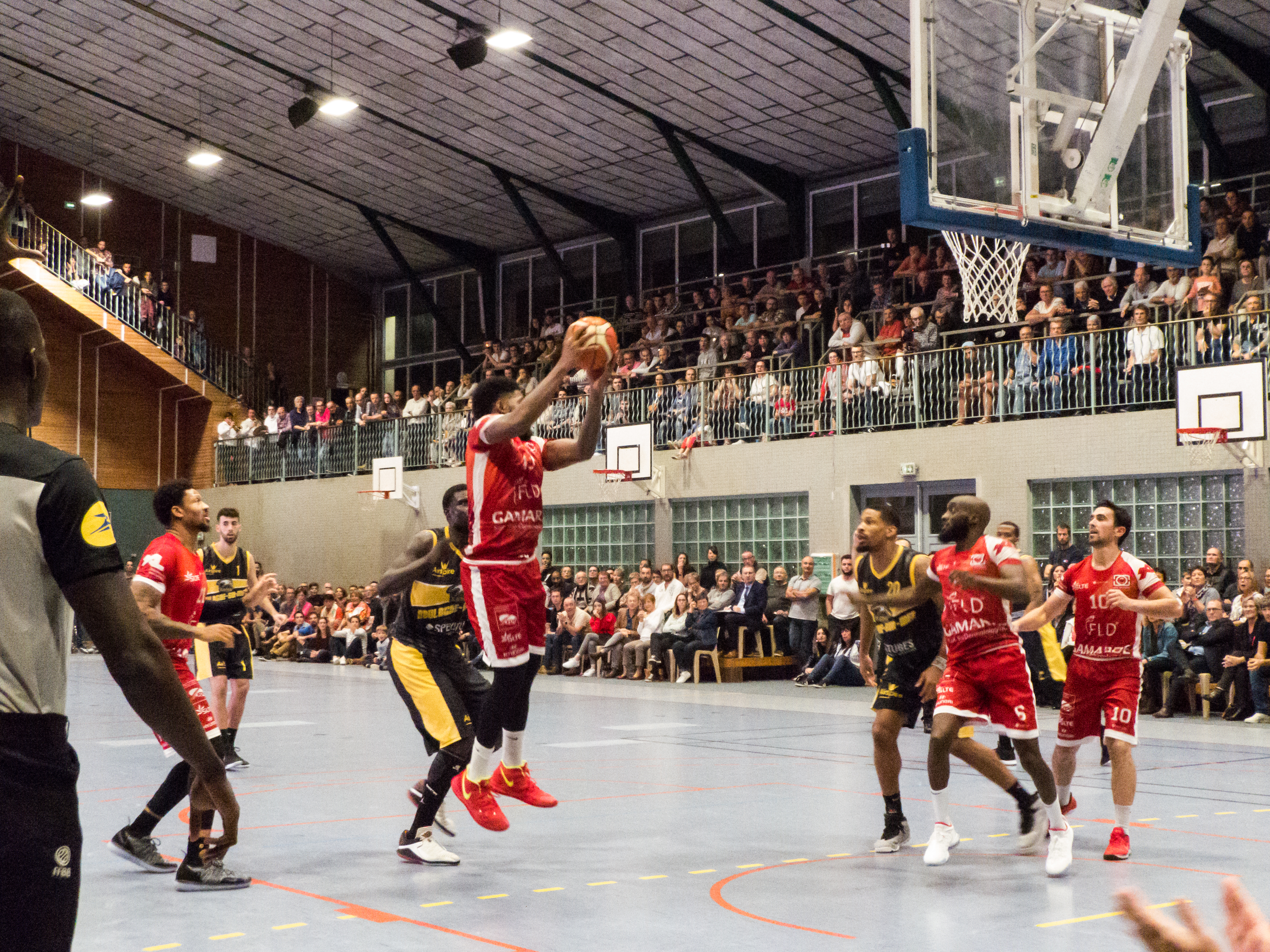
Le DGB40 évolue en NM1 pour la première fois de son histoire lors de la saison 2019-2020, ici à domicile contre le SOM Boulogne.

En 2015, le club adopte une nouvelle identité, s'appelant désormais le Dax Gamarde Basket 40, mais reste désigné Dax Gamarde Goos basket 40 sur son nouveau logo. Lors des saisons 2015-2016, 2016-2017 et 2017-2018, le DGB40 se place parmi les premières équipes de sa poule.
Lors de la saison 2018-2019, le DGB40 termine la phase régulière à la première place de sa poule. En s'imposant en demi-finales aller-retour contre l'US Avignon-Le Pontet, le club obtient sa montée en Nationale 1. Le lendemain soir, les joueurs disputent la finale de la Coupe des Landes, exceptionnellement organisée aux arènes de Dax, et s'imposent contre le Réal chalossais, remportant alors la coupe Guy-Candau pour la quatrième fois consécutive.
La saison sportive s'achève avec le titre de champion de Nationale 2, s'imposant contre le Stade de Vanves le 2 juin en finale du final four organisé à Pessac ; cette victoire leur permet ainsi de décrocher le premier titre de champion de France de l'histoire du club.
L'accession du DGB40 en Nationale 1 est finalement validée par la FFBB le 13 juin,. Pour cette première saison en 3e division nationale, le club continue d'évolue en alternance entre Dax et Gamarde-les-Bains, et décroche son maintien dès le mois de février, avant l'issue de la phase régulière. L'année suivante, alors que les compétitions sportives sont à nouveau perturbées par la pandémie de Covid-19, les relégations vers la Nationale 2 sont annulées.
En 2021-2022, alors que le club est reversé à la fin de la compétition dans le groupe C, la relégation est prononcée à l'issue de la dernière journée.
De retour en Nationale masculine 2, elle acquiert son maintien tardivement en 2023-2024. Néanmoins, la DNCCG prononce une notification de non-qualification en NM2 à l'intersaison,. Le club dépose finalement le bilan à l'intersaison 2024. À la suite de la disparition du DGB, un nouveau club est créé à Gamarde-les-Bains, le Gamarde Basket, tandis que l'agglomération dacquoise compte toujours un représentant, l'Adour Dax Basket, pensionnaire de Nationale 2 ayant côtoyé le Dax Gamarde Basket pendant la saison 2023-2024. Un projet de fusion, avorté, a notamment été à l'étude entre le DGB et l'ADB,.

## Identité visuelle

### Couleurs et maillots
Les joueurs du DGB40 évoluent sous les couleurs rouge et noire.

### Logo

Évolution du logo
Logo de l'Entente Gamarde Goos basket.
Logo de l'Union Dax Gamarde Goos.
Logo du DGB40 de 2015 à 2019.
Logo du DGB40 instauré en 2019.

## Palmarès
- Championnat de France de Nationale 2 :
  - Champion : 2019[20].
- Coupe des Landes :
  - Vainqueur : 2012, 2016, 2017, 2018, 2019[20].
- Super Coupe Sud Ouest :
  - Vainqueur : 2010, 2016, 2017, 2018[20].

## Personnalités du club

### Présidents
- 1995-2023 : Jean Lamaignère[1],[21]
- 2023-2024 : Jérôme Mansanné[18]